# マルオジリス
マルオジリス (Xerospermophilus tereticaudus)は、哺乳綱ネズミ目（齧歯目）リス科に分類されるジリスの1種。
アメリカ合衆国南西部およびメキシコ北部の砂漠地帯に生息する。メキシコ（スペイン語）では、"Ardillón cola redonda"と呼ばれる。

## 分布
アメリカカリフォルニア州南東部、ネバダ州南部、アリゾナ州西部、メキシコバハ・カリフォルニア州北東部、ソノラ州

## 形態
体長204-278ミリメートル、尾長60-112ミリメートル。体重110-170グラム。尾は円筒形状で先端が黒く、他のジリスに比べて細い。被毛に模様はなく、均一の砂色をしている。腹部は白色から淡黄色。モハーベジリスよりも体が小さく、頬が白色であることで見分けられる。

## 生態
メスキート（マメ科の低木）やクレオソートブッシュの広がる平坦な砂漠に生息する。主に午前中と午後遅くに活動するが、熱に耐性があり、気温45度でも食べ物を探しまわることができる。冬眠はしないが、メスは9月から3月まで、オスは5月から1月まで地下の巣穴で過ごし、鈍麻状態になる。

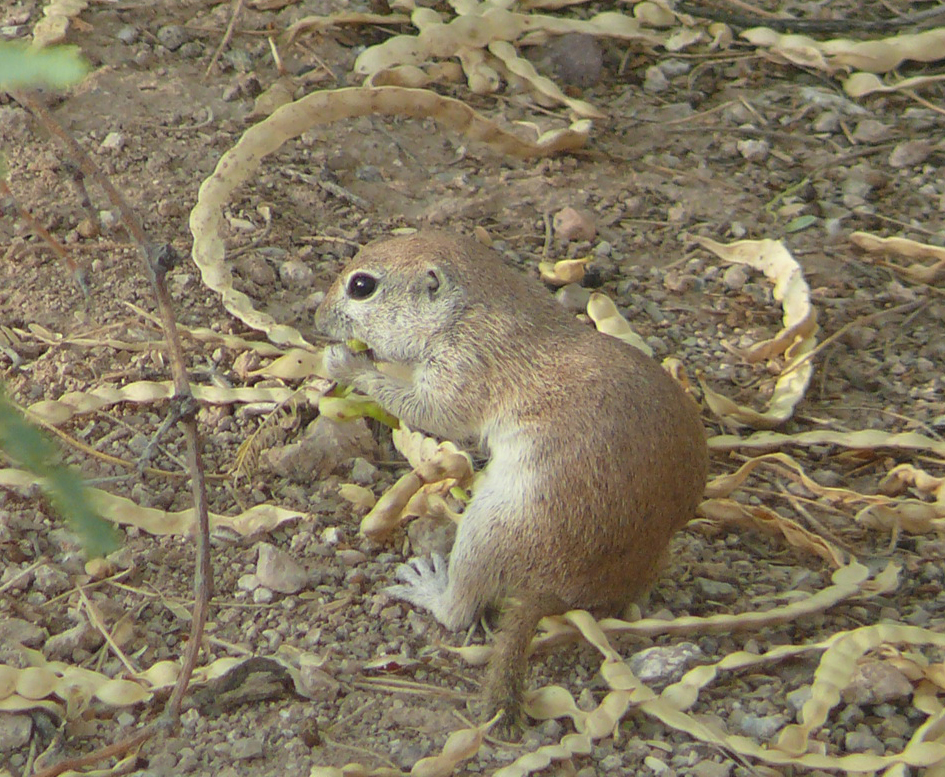
ベルベットメスキート（マメ科の低木）のさやを食べるマルオジリス

妊娠期間は28日間、1度の出産で平均5.4頭を産む。生まれた時の体重は3.9グラム。生後325日で性成熟する。寿命に関する情報は少ないが、野生で生まれたマルオジリスを飼育した例では、約8.9年という記録がある。捕食者には、猛禽類、ヘビ、イタチなどがいる。

### 社会性
かん高い警戒声を発して、敵の接近などの差し迫った危険を仲間に知らせる。群れで生活するが、巣穴は共有せず、他のジリスが自分の巣穴に近づき過ぎると追い払う。1月から3月の繁殖期の間はオスが支配的になり、3月-4月の子育て期間にはメスが支配的になる。

### 食性
雑食性だが、春は食物の80パーセントを葉や花などの植物が占め、種子や果実が15パーセント、昆虫（アリ、シロアリ、バッタなど）は5パーセントである。夏は食物のほぼすべてを植物に頼り、冬は種子を食べる。砂漠では水が不足するため、水分含有量の高い食物を選んで食べている。マルオジリスの摂取する食物の平均水分量は80パーセントである。

## 分類
4亜種が確認されている。
- X. t. apricus
- X. t. chlorus - カリフォルニア州では「特別懸念」 (special concern) に指定されている[3]。
- X. t. neglectus
- X. t. tereticaudus